# Montbard
 Montbard  es una ciudad y comuna francesa situada en el departamento de Côte-d’Or, de la región de Borgoña-Franco Condado. Es la subprefectura de su distrito y la cabecera (bureau distributeur en francés de su cantón.

## Geografía
Es una pequeña ciudad industrial a orillas del río Brenne.

## Historia
Montbard está cerca de la Abadía de Fontenay, que fue reconocida por la UNESCO Patrimonio de la Humanidad en 1981.
El castillo fue el escenario de la boda de Ana de Borgoña y Juan de Lancaster, Duque de Bedford en 1423. Fue adquirido por el naturalista Georges-Louis Leclerc de Buffon.

## Personalidades

### Nacidos
- Pierre Daubenton (1703–1776), abogado, político y autor enciclopedista
- Georges-Louis Leclerc de Buffon (1707–1788), naturalista y matemático
- Louis Jean Marie Daubenton, (1716–1800), naturalista y colaborador de Buffon
- Jean-Andoche Junot (1771–1813), general del Primer Imperio Francés
- Eugène Guillaume (1822–1905), escultor
- Fabrice Philipot (1965), ciclista

## Demografía
| 2 316                     | 2 118 | 2 061 | 1 875 | 2 123 | 2 215 | 2 315 | 2 697 | 2 428 | 2 617 | 2 713 | 2 628 | 2 653 | 2 607 | 2 571 | 2 509 | 2 653 | 3 632 | 3 824 | 3 957 | 4 863 | 4 193 | 4 423 | 4 097 | 4 455 | 4 871 | 6 386 | 7 050 | 7 513 | 7 707 | 7 108 | 6 300 | 5 554 | 5 331 |
| (Fuente: INSEE y Cassini) |       |       |       |       |       |       |       |       |       |       |       |       |       |       |       |       |       |       |       |       |       |       |       |       |       |       |       |       |       |       |       |       |       |